# کریستوفر ریگ
کریستوفر ریگ نام موسیقی‌دان و خوانندهٔ نروژی و بنیانگذار گروه الور است. او در سال ۱۹۷۶ در اسلو، نروژ به دنیا آمد اما در کشکایش، پرتغال پرورش یافت. در سن ۱۶ سالگی گروه معروف خود یعنی الور را بنیان نهاد. در آغاز به سبک بلک متال نروژی آثار خود را عرضه می‌کرد. در آلبوم‌های بعدی، دست به تجربه‌های مختلف زد و از موسیقی بلک متال دور شد. آثار بعدی او بیشتر به سبک‌های تجربی و امبینت ساخته شده‌اند.
او به هم‌اکنون به همراه همسر و دو فرزند خود یعنی لئون و آسترا در اسلو زندگی می‌کند.